# 羅寶生
羅寶生（英語：Law Po-sang，？—？），粵劇界尊稱他為寶爺，活躍於1960至70年代的香港著名粵劇及電影歌曲作曲家，於1950年代曾經為麗的呼聲電台工作過，亦以藝名「羅施」灌錄過唱片。由粵劇名伶任劍輝及白雪仙合唱的名曲《唐伯虎點秋香》便是他撰曲兼填詞的。羅寶生創作的粵語電影歌曲亦數以百計，當中包括1965年香港粵語片《公子多情》主題曲（由鳴茜、南紅合唱；調寄山西民謠〈繡荷包〉），也是由他填詞。其孫兒是2012年度《TVB全球華人新秀歌唱大賽》金獎得主羅孝勇。

## 編劇
- 陣陣美人威（1964年）
- 小薛蛟舉獅觀圖（1962年）
- 花王之女（1960年）
- 十五貫（1957年）
- 狀元紅（1957年）

## 製片
- 喜結未了緣（1965年）

## 家庭
據馮添枝憶述，羅寶生有一兄長羅寶文亦為音樂創作人，曾為多家唱片公司創作，如以筆名文采為鄧麗君歌曲《再見我的愛人》填詞。
羅寶生的孫兒是2012年度《TVB全球華人新秀歌唱大賽》金獎得主羅孝勇。